# Frankfurter Hof (Mainz)

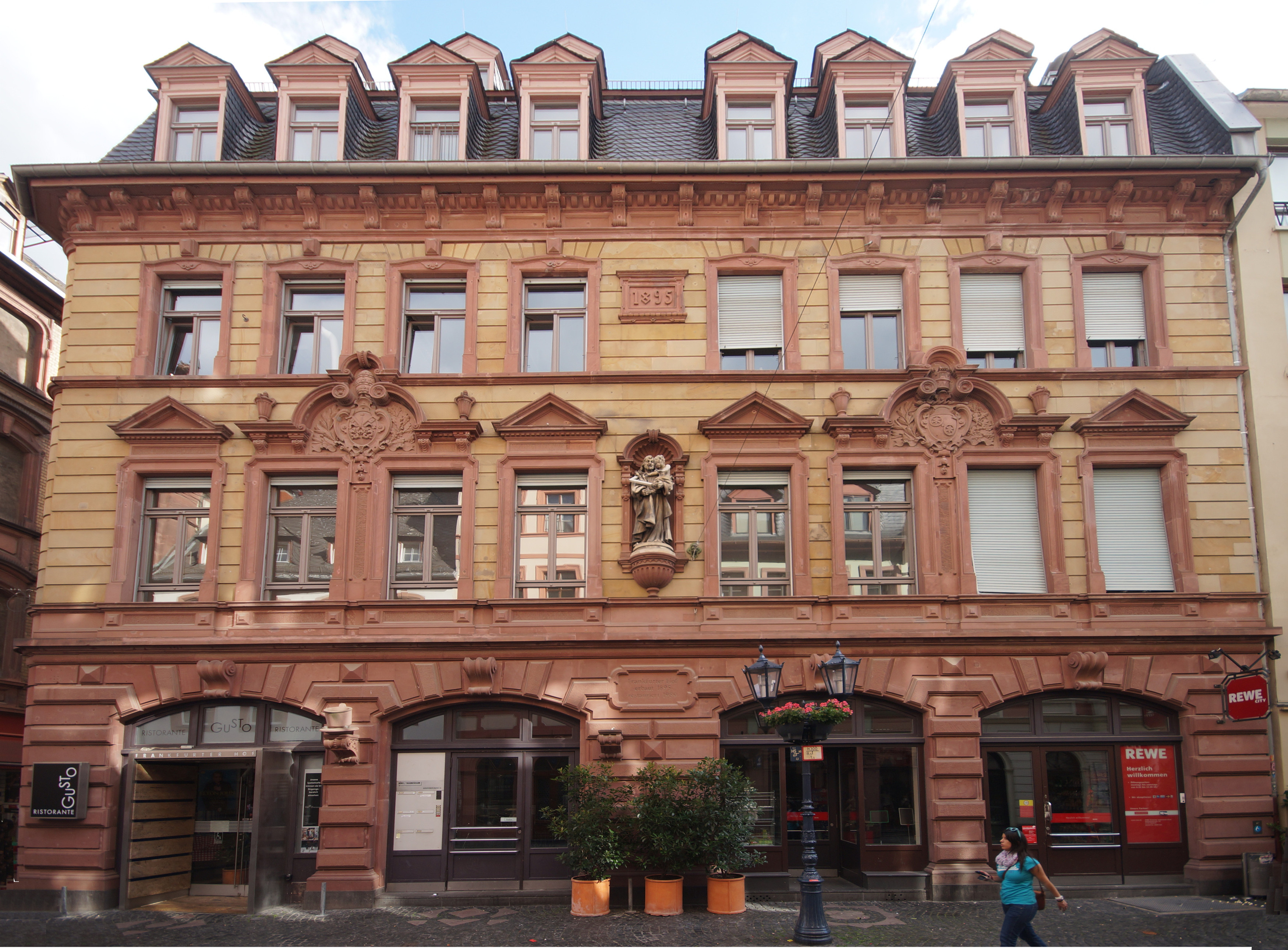
Der Frankfurter Hof in der Augustinerstraße in Mainz

Der Frankfurter Hof ist ein historischer Saalbau in der Mainzer Altstadt. Er befindet sich in der Augustinerstraße 55.

## Geschichte
Nach dem Ende des kurmainzischen Fürstentums und der napoleonischen bzw. französischen Herrschaft auch in der Stadt Mainz, wurde neben der Fruchthalle Bedarf für einen Veranstaltungsort für kulturelle, sportliche und politische Zusammenkünfte der Bürgerschaft und die neu aufkommenden Fastnachtsvereinigungen gesehen. Der Frankfurter Hof sollte diese Lücke im Saalangebot der Stadt schließen. Der Wirt Konrad Falck erwarb 1834/1835 das Gasthaus „Zum Frankfurter Hof“ zwischen Augustinerstraße und Schönbornstraße. Das Gebäude trug seinen Namen nach seinem ursprünglichen Besitzer, dem Bartholomäusstift in Frankfurt am Main. Für die erwartet große Nachfrage baute Falck einen Versammlungssaal an. Er wurde in Bruchstein und Ziegelmauerwerk gestaltet und 1841 eröffnet. 1895 erfolgte eine Überplanung als dreigeschossiger neubarocker Mansarddachbau durch den Architekten Franz Philipp Gill.
In der Zeit des deutschen Vormärz entstand der typisch Mainzer Stil der politisch-literarischen Fastnacht. Die Förderung der lokalen Fastnacht durch den Mainzer Provinzialkommissar von Lichtenberg und dem Mainzer Bürgermeister Nikolaus Nack, trug zu einem Aufschwung der Mainzer Saalfastnacht bei. Der Frankfurter Hof spielte als Versammlungsort der neuen Fastnachtsvereine der reformierten Fastnacht eine wesentliche Rolle.
Für das Aufkommen des Liberalismus, demokratischem Sozialismus und Arbeiterbewegung und politischem Katholizismus als Vorläufer der Zentrumsparteien bot sich im Frankfurter Hof ein Bürgerforum, in dem die Ansätze der Revolution von 1848/1849, natürlich nur hinter verschlossener Tür, vorbereitet und unterstützt wurden. Ferdinand Lassalle hielt hier am 20. Mai 1863 eine programmatische Rede auf einer Versammlung mit rund 900 Gästen ab, drei Tage vor der Gründung des Allgemeinen Deutschen Arbeitervereins. Auch Ludwig Bamberger formulierte hier seine Kritik an sozialistischen Utopien und für eine soziale Demokratie.

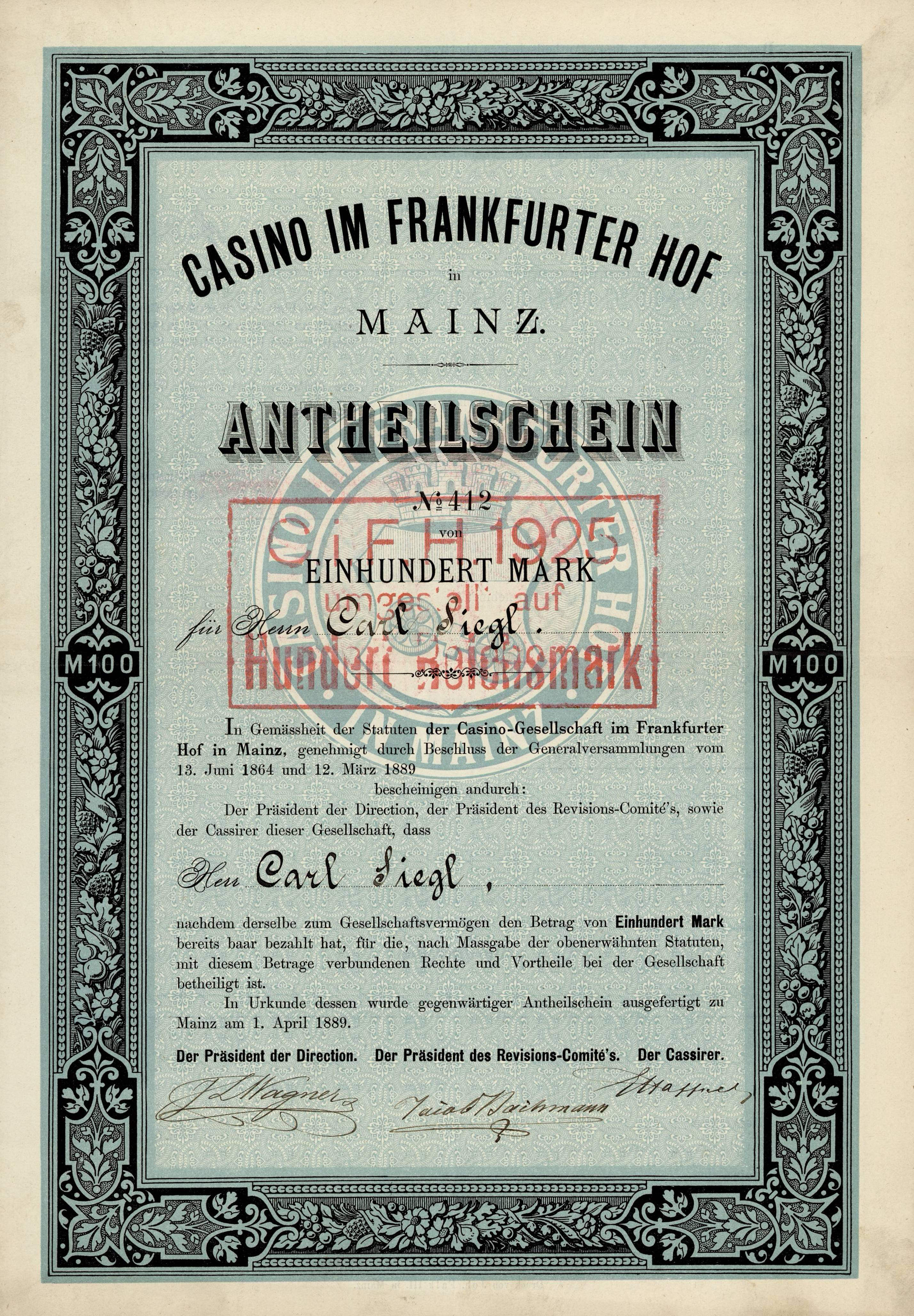
Anteilschein am Casino im Frankfurter Hof in Mainz vom 1. April 1889

Seit dem Erwerb durch die katholische Casino-Gesellschaft 1865 wurden strengere Maßstäbe in Bezug auf Moral, Ethos beziehungsweise Sitte angelegt. Aufgrund dessen fanden die Sitzungen des Mainzer Carneval-Vereins dann in der Fruchthalle statt, während die närrische Generalversammlung zeitweise, so in der Weimarer Republik, wieder in den Frankfurter Hof einzog.
Als bedeutende Sportveranstaltung holte der Mainzer Athletik-Club 1890 die hessischen Meisterschaften im Ringen und Gewichtheben in die Veranstaltungssäle.
Das Engagement einer „Bürgerinitiative Rettet den Frankfurter Hof“ erweckte das Interesse für die historische Stätte neu und brachte den Stadtrat, der sich ernsthaft mit einem Abriss der Gebäude beschäftigte, zum Umdenken. Es wurde beschlossen die Räume als Bürgerhaus für die Mainzer Altstadt zu nutzen. Die Sanierung des Ensembles fand mit der Wiedereröffnung am 10. März 1991 ihr bisheriges Ende.
Das Kulturprogramm des Frankfurter Hofes entwickelte sich seither eigenständig, wurde jedoch im Rahmen der Neuordnung der Beteiligungen der Stadt Mainz mit dem Congress Centrum Mainz und anderen zur mainzplus Citymarketing GmbH fusioniert. Im Erdgeschoss befindet sich eine gastronomische Nutzung sowie ein Leerstand (ehemals REWE Supermarkt) (beide mit Eingang von der Augustinerstraße) und Sitzungsräume mit Seiteneingang zur Badergasse.

## Baubeschreibung
Es handelt sich um einen achtachsigen Bau mit drei Volletagen und zwei Mansardgeschossen. Das Erdgeschoss verfügt über eine Ladenarkatur, das erste Obergeschoss ist reich verziert. In der Mitte des ersten Obergeschosses befindet sich eine Skulptur des Heiligen Josef mit seinem Jesuskind. In diesem Stockwerk sind die Fensterlaibungen neoklassizistisch verziert. Über dem Josef befindet sich im zweiten Obergeschoss ein Relief mit der Jahreszahl 1895. Das Gebäude ist traufständig.